# Ga Mia
Ga Mia là ga trên Tàu điện ngầm vùng thủ đô Seoul tuyến 4. Nó nằm ở Mia-dong, Gangbuk-gu, Seoul.

## Lịch sử
- 13 tháng 9 năm 1983: Tên ga được quyết định là Ga Mia[2]
- 20 tháng 4 năm 1985: Bắt đầu khai trương Tuyến tàu điện ngầm Seoul số 4 đoạn từ Sanggye đến Đại học Hansung
- 29 tháng 10 năm 2009: Đổi thành Ga Mia (Đại học Điện tử Seoul)[3]

## Bố trí ga
| Suyu ↑       |
| \| N/B       |
| ↓ Miasageori |

| Hướng Bắc | ● Tuyến 4 | ← Hướng đi Jinjeop |
| Hướng Nam | ● Tuyến 4 | → Hướng đi Oido →  |